# غرور و تعصب (مجموعه تلویزیونی ۱۹۹۵)
غرور و تعصب (انگلیسی: Pride and Prejudice) یک مجموعه تلویزیونی شش قسمتی بریتانیایی، اقتباس شده توسط اندرو دیویس از رمان سال ۱۸۱۳ با همین نام اثر جین آستن است. جنیفر ایلی و کالین فرث به ترتیب نقش‌های الیزابت بنت و آقای دارسی را ایفا کردند. این مجموعه به تهیه‌کنندگی سو برت‌ویسل و به کارگردانی سایمون لنگتون است و یک محصول تولید شده توسط بی‌بی‌سی با بودجه اضافی از شبکه ای‌اندئی آمریکایی بود. بی‌بی‌سی وان در ابتدا قسمت‌های ۵۵ دقیقه‌ای از ۲۴ سپتامبر تا ۲۹ اکتبر ۱۹۹۵ پخش کرد. شبکه ای‌اندئی این مجموعه را در قسمت‌های دوتایی در سه شب متوالی از ۱۴ ژانویه ۱۹۹۶ پخش کرد.
غرور و تعصب مورد تحسین منتقدان و عامه مردم قرار گرفت و با جوایز متعددی از جمله جایزه «بهترین بازیگر زن» در جوایز تلویزیونی بفتا برای جنیفر ایلی تجلیل شد.